# تپه قره مدوده
تپه قره مدوده مربوط به سدهٔ ۸–۶ ه.ق است و در شهرستان پیرانشهر، بخش لاجان، دهستان لاهیجان شرقی، روستای سرین چاوه واقع شده و این اثر در تاریخ ۲۵ آبان ۱۳۸۷ با شمارهٔ ثبت ۲۳۶۰۳ به‌عنوان یکی از آثار ملی ایران به ثبت رسیده است.